# Cambuslang Football Club
Cambuslang Football Club var en skotsk fodboldklub fra bydelen Cambuslang i Glasgow. Cambuslang var en af de oprindelige medlemmer af Scottish Football League men forlod ligaen efter blot to sæsoner.
Klubben blev dannet i 1874. Den nåede finalen i Scottish Cup i 1888 efter at have besejret Abercorn med 10-1 i semifinalen. Holdet vandt samme år den første udgave af Glasgow Cup. Cambuslang kom med i Scottish Football League fra dennes grundlæggelse i 1890 og endte på fjerdepladsen i sæsonen 1890-91. I 1891-92 endte klubben på sidstepladsen i ligaen og søgte ikke genvalg til den efterfølgende sæson. Den forsøgte ikke at blive genoptaget i ligaen, da den udvidedes med en Second Division.